# Casa Michel
A Casa Michel foi uma joalheria e importadora de joias que existiu no início do século XX. Com sede em Paris, estava estabelecida em São Paulo com loja localizava na Rua 15 de Novembro e na cidade do Rio de Janeiro na Rua da Quitanda.

## Histórico
De propriedade dos Irmãos Worms, foi uma das joalherias mais importantes dos anos 1920. O primeiro anúncio, com imagens, do jornal Folha de S.Paulo, publicado na primeira edição de 19 de fevereiro de 1921, foi estampado com os relógios vendidos na Casa Michel.
Uma de suas concorrentes na cidade de São Paulo foi a Casa Birle localizada Rua São Bento que utilizava o slogan a melhor casa de joias de São Paulo.